# Йоган Болі
Йоган Болі (фр. Yohan Boli, нар. 17 листопада 1993, Аррас) — івуарійський футболіст, нападник клубу «Ар-Райян».
Виступав, зокрема, за клуби «Седан», «Руселаре» та «Сент-Трюйден».

## Клубна кар'єра
У дорослому футболі дебютував 2011 року виступами за команду клубу «Авіон», в якій того року взяв участь в одному матчі чемпіонату. 
З 2012 провів один сезон у складі команди «Седан». Більшість часу, проведеного у складі У складі, був основним гравцем атакувальної ланки команди. У складі був одним з головних бомбардирів команди, маючи середню результативність на рівні 0,38 голу за гру першості.
2013 року уклав контракт з клубом «Руселаре», у складі якого провів наступний рік своєї кар'єри гравця. Граючи у складі «Руселаре» також здебільшого виходив на поле в основному складі команди.
З 2014 року один сезон захищав кольори команди клубу «Верв'є».  Тренерським штабом нового клубу також розглядався як гравець «основи». Відзначався надзвичайно високою результативністю, забиваючи в іграх чемпіонату в середньому більше одного голу за матч.
До складу клубу «Сент-Трюйден» приєднався 2015 року. Станом на 16 травня 2019 року відіграв за команду із Сінт-Трейдена 102 матчі в національному чемпіонаті.

## Виступи за збірну
2017 року дебютував в офіційних матчах у складі національної збірної Кот-д'Івуару.
| Дата       | Місто          | Господарі   | Результат | Гості             | Турнір                                  | Голи | Примітки |
| ---------- | -------------- | ----------- | --------- | ----------------- | --------------------------------------- | ---- | -------- |
| 2-9-2017   | Лібревіль      | Габон       | 0 – 3     | Кот-д'Івуар       | Відбір до ЧС 2018                       | -    | 89'      |
| 5-9-2017   | Буаке          | Кот-д'Івуар | 1 – 2     | Габон             | Відбір до ЧС 2018                       | -    | 83'      |
| 7-6-2019   | Булонь-сюр-Мер | Кот-д'Івуар | 3 – 1     | Коморські Острови | товариський матч                        | -    | 63'      |
| 6-9-2019   | Кан            | Кот-д'Івуар | 1 – 2     | Бенін             | товариський матч                        | -    | 71'      |
| 10-9-2019  | Ле-Петі-Кевії  | Туніс       | 1 – 2     | Кот-д'Івуар       | товариський матч                        | -    | 86'      |
| 16-11-2019 | Абіджан        | Кот-д'Івуар | 1 – 0     | Нігер             | Відбір до Кубка африканських націй 2021 | -    | 86'      |
| 19-11-2019 | Бахр-Дар       | Ефіопія     | 2 – 1     | Кот-д'Івуар       | Відбір до Кубка африканських націй 2021 | -    | 82'      |
| 26-3-2021  | Ніамей         | Нігер       | 0 – 3     | Кот-д'Івуар       | Відбір до Кубка африканських націй 2021 | -    | 58'      |
| 30-3-2021  | Абіджан        | Кот-д'Івуар | 3 – 1     | Ефіопія           | Відбір до Кубка африканських націй 2021 | -    | 75'      |
| 13-11-2021 | Котону         | Кот-д'Івуар | 3 – 0     | Мозамбік          | Відбір до ЧС 2022                       | -    | 86'      |
| Усього     |                | Матчів      | 10        |                   | Голів                                   | 0    |          |